# Blau-Weiß Bochum
El Blau-Weiß Bochum es un club acuático alemán en la ciudad de Bochum.
En el club se practican los deportes de waterpolo, natación y triatlón.

## Historia
El club fue fundado en 1896.
En 2008 tenía más de 5000 socios.

## Palmarés
- 12 veces campeón de la liga de Alemania de waterpolo femenino (2000-2011)